# Marta Show
Marta Show es una película documental de Argentina filmada en colores dirigida por Malena Moffatt y Bruno López sobre su propio guion que se estrenó el 1 de agosto de 2019 y está referida a la artista callejera Marta Buneta.

## Sinopsis
Marta Buneta, que ahora tiene 75 años, vive en la calle desde hace 14 años. Trabajó como bailarina de cabaré y fue internada a raíz de una  crisis emocional. Luego de ello se desvinculó de familiares y trabajo y comenzó a realizar un espectáculo callejero mezcla de varieté y happening que desembocó en la formación de una nueva familia. El "Marta Show", integrado con coreografías, playbacks, poemas y canciones, remembranzas de los años en los que fue bailarina, es dirigido por Marta en un sector de la acera, contra las rejas de la Plaza 1° de mayo de Buenos Aires , donde ella está asentada desde hace años.

## Reparto
Intervinieron en el filme los siguientes intérpretes actuando como ellos mismos:
- Marta Buneta
- Malena Moffatt
- Carolina Gordon
- Alex García
- Diego Ríos
- Teodoro Álvarez
- Valery Lyakhov

## Críticas
Alejandro Lingenti en La Nación opinó:

”… relato polifónico que gira en torno de un personaje único y traza hipótesis sobre su lugar en un entorno que funciona con otras reglas….Marta…tiene su propio universo sensorial y afectivo….sus rutinas, en apariencia extravagantes, responden más a deseos que a mandatos, algo que la transforma en una individualidad difícil de encuadrar. El horizonte de esta serena septuagenaria es la performance, pero su arte circula fuera de los circuitos de legitimación más habituales. Y la película se compromete en ese mismo camino, acompañándola con respeto, pero sin solemnidad. Si la respuesta social…es el desprecio, o la indiferencia, y la institucional suele limitarse a la dinámica del diagnóstico y la medicación, Marta Show se planta como decidida alternativa: apuesta a la solidaridad y la empatía, dos valores tachados de ingenuos o voluntaristas con un cinismo que esta venerable señora no tiene.”

Horacio Bernades en Página 12 escribió:

” Documental confesional, al borde mismo del acting sobreemocional, Marta Show es también en parte un psicodrama indigente…Ataviada de modo estrafalario…Marta hace que canta y presenta también sus coreografías, acompañada de Malena y Carol….Como suele suceder con la gente que está en el borde, o lo pasó, Marta pasa de alguna ocurrencia genial a un disparate total. Convencida de que todos nuestros males son culpa de ciertos cerebros electrónicos malintencionados (la paranoia es una de sus compañeras de ruta, sospechando incluso de la realizadora y su socia coreográfica), es capaz de observar que los transeúntes se divierten con ella, pero después.”